# Tötungsdelikt im Bad Oeynhausener Kurpark
Bei dem Tötungsdelikt im Bad Oeynhausener Kurpark am 23. Juni 2024 wurde der 20-jährige in Deutschland lebende Grieche Philippos Tsanis von einer Gruppe junger Männer angegriffen und schwer verletzt. Zwei Tage später erlag er seinen Verletzungen. Der Tod des jungen Mannes erregte deutschlandweit Aufmerksamkeit in der Bevölkerung, in Medien und Politik. Der wegen zahlreicher Delikte polizeibekannte Hauptverdächtige, der 18-jährige Syrer Mwafak Al S., war 2016 im Rahmen einer Familienzusammenführung nach Deutschland gekommen.

## Tathergang
Philippos Tsanis und sein 19-Jähriger Begleiter verließen am frühen Morgen des 23. Juni 2024 ein Lokal im Kurpark Bad Oeynhausen. Kurz darauf trafen sie auf eine Gruppe junger Männer. Laut Zeugenaussagen zog der Hauptverdächtige Philippos aus der Gruppe und griff ihn „plötzlich und frontal“ an und brachte ihn zu Boden. Mehrfach habe er dann gegen den Kopf seines wehrlosen Opfers geschlagen und getreten. Die Täter flüchteten, nachdem Zeugen die Polizei einschalteten, und begaben sich in die Innenstadt Bad Oeynhausens. Die beiden Opfer wurden in ein Krankenhaus eingeliefert. Mittlerweile veröffentlichte das Bielefelder Landgericht die Ermittlungsergebnisse der Staatsanwaltschaft zum vermuteten Tathergang.

## Opfer
Philippos Tsanis, ein 20-jähriger Grieche mit auch polnischen Vorfahren aus Minden, hatte eine Abiturfeier in einem Eventlokal (Kaiserpalais, GOP) besucht. Die Abiturfeier galt seiner Schwester, die das Ratsgymnasium in Minden besucht hatte. Philippos erlitt schwerste Kopfverletzungen, die zu einem unumkehrbaren Ausfall seiner Hirnfunktionen führten. Er verstarb am 25. Juni 2024. In den Printmedien wird oft der Vorname Philippos genannt. Seine Familie nannte ihn Philip oder Philipos. Der ihn begleitende 19-Jährige aus Porta Westfalica erlitt Verletzungen.
Die Beisetzung von Philippos erfolgte etwa drei Wochen später in Porta Westfalica. Etwa 300 Personen nahmen an der Beisetzung teil.

## Tatverdächtige
Der Hauptverdächtige ist der polizeibekannte 18-jährige Syrer Mwafak Al S. aus Bad Oeynhausen. Die zum Haupttäter gehörige Gruppe besteht nach aktuellem Kenntnisstand aus mindestens drei weiteren Personen mit deutscher Staatsbürgerschaft im Alter von 18 Jahren. Laut Staatsanwaltschaft Bielefeld und Polizeipräsidium Bielefeld ging die Gewalt gegen den verstorbenen 20-Jährigen ausschließlich von Al S. aus.
Mwafak Al S. war 2016 im Rahmen einer Familienzusammenführung nach Deutschland gekommen. Er lebte zunächst mit seiner Familie in Pforzheim. Laut dem Kölner Stadt-Anzeiger war der Beschuldigte bereits wegen mehrerer Delikte kriminalpolizeilich in Erscheinung getreten. Seit 2020 sei Al S. achtmal wegen Diebstahls aufgefallen, davon einmal wegen schweren räuberischen Diebstahls. Allein 2023 sei fünfmal gegen ihn wegen schweren Diebstahls ermittelt worden. Daneben stünden Hausfriedensbruch und gefährliche Körperverletzung in seiner polizeilichen Kriminalakte. In einem Fall soll der Jugendliche sein Opfer mit einem Schlagstock am Kopf verletzt haben. Zudem sei Al S. wegen eines Drogendeliktes ins Blickfeld der Ermittler gelangt. Laut Focus wurde im Jahr 2022 gegen Al S. wegen versuchter Vergewaltigung und sexuellen Missbrauchs von Kindern ermittelt. Das Verfahren wurde jedoch eingestellt. Nach dem Umzug der Familie nach Bad Oeynhausen 2023 sollen schwerer Diebstahl aus einem Automaten sowie ein Verstoß gegen das Konsumcannabisgesetz und einfacher Diebstahl dazugekommen sein. Laut Staatsanwaltschaft wurde Al S. bisher noch in keinem Fall verurteilt.

## Ermittlungen
Am 26. Juni 2024 nahmen Ermittler der Mordkommission „Palais“ des Bielefelder Polizeipräsidiums Al S. in seiner Wohnung fest. Er stand im dringenden Verdacht, Philippos Tsanis am frühen Morgen des 23. Juni 2024 tödlich verletzt zu haben. Am 27. Juni 2024 äußerte sich Staatsanwalt Mackel zu den Ermittlungsergebnissen. Die zuständige Haftrichterin des Amtsgerichts Bielefeld erließ antragsgemäß einen Untersuchungshaftbefehl wegen vollendeten Totschlags in Tateinheit mit gefährlicher Körperverletzung. Der Tatverdächtige wurde inhaftiert; er will zur Tatzeit nicht im Kurpark gewesen sein. Laut Staatsanwaltschaft war sein Handy zur Tatzeit am Tatort eingeloggt. Die zuständige Kriminalpolizei sucht nach weiteren Zeugen sowie nach möglichen Fotos und Videos in Zusammenhang mit dem Tatgeschehen. Zu Täterschaft, Motiv und Tathintergrund wird noch ermittelt.
Im Mai 2025 wurde Mwafak Al S. wegen Totschlags an Philippos Tsanis zu einer Jugendstrafe von 9 Jahren verurteilt.

## Reaktionen
Die Tat sorgte deutschlandweit für Schlagzeilen: Unter anderem der Spiegel, tagesschau.de und der Westdeutsche Rundfunk (WDR) berichteten.
Bei einer Gedenkveranstaltung im Kurpark von Bad Oeynhausen, an der am 26. Juni 2024 etwa 650 Menschen teilnahmen, sagte ein Onkel des Getöteten unter anderem, es sei für die Familie „unerträglich, dass rechte Kreise versuchten, die Gewalttat für ihre Zwecke auszuschlachten.“
Klaus Ernst (Bündnis Sahra Wagenknecht) sagte der Welt: „Dieser Fall ist ein Sinnbild gescheiterter Migrations- und Integrationspolitik. Da der junge Mann in den vergangenen Jahren bereits durch diverse Delikte auffällig geworden ist und der Justiz damit bekannt war, hätten verpflichtende Maßnahmen zum Versuch einer Integration verordnet werden müssen.“ Laut Landrat Ali Doğan haben viele Täter einen Migrationshintergrund.
Die Neue Zürcher Zeitung titelte: „Der Tod von Philippos T. ist ein weiteres Alarmsignal – die Massenmigration hat Deutschland gefährlicher gemacht“. Ein junger Mensch habe „sein Leben verloren, weil eine migrantische Gruppe auf ihn losgegangen ist. […] Die Regierung muss die innere Sicherheit endlich zur Priorität machen.“ Der Bundesvorsitzende der Deutschen Polizeigewerkschaft (DPolG), Rainer Wendt, fordert für solche Täter Ausreisearreste und Abschiebungen.
Der Publizist und Buchautor Henryk M. Broder sagte in einem Welt-Video, dass wir „jetzt den Preis für die Migration“ bezahlten und dass dieses Problem „zehn Jahre lang geleugnet“ worden sei.
Infolge des tödlichen Angriffs forderte die CDU eine Verschärfung des Jugendstrafrechts. So müsse die Strafmündigkeit von 14 auf zwölf Jahre abgesenkt und Täter müssten ab 18 Jahren grundsätzlich nach Erwachsenenstrafrecht abgeurteilt werden.
Bundesinnenministerin Nancy Faeser (SPD) führte die Tat auf „nicht gelungene soziale Integration zurück“. „Das Thema Migration sei aus der Öffentlichkeit verschwunden“ gewesen. Faeser weiter: „Heute ist leider ein sehr schlimmer Tag, wo wir über einen Mord an einem Jugendlichen diskutieren müssen“. Der nordrhein-westfälische Innenminister Herbert Reul (CDU) hat mit Befremden auf Faesers Hinweis reagiert: Erstmal sei immer derjenige schuld und „persönlich verantwortlich, der die Tat begeht – und nicht irgendjemand anders.“ Der parlamentarische Geschäftsführer der CSU-Landesgruppe im Bundestag, Alexander Hoffmann, forderte Konsequenzen: „Sollte die Ministerin es ernst meinen, dass sie die Verantwortung für den Tod bei der Bevölkerung sucht, muss sie sofort zurücktreten.“ CDU-Generalsekretär Carsten Linnemann erklärte: „Wir sehen, dass die ungebremste und ungesteuerte Migration nicht nur Deutschland in vielen Bereichen überfordert, sondern sie stellt auch ein ernstzunehmendes Sicherheitsrisiko dar.“
Bad Oeynhausens Bürgermeister Lars Bökenkröger (CDU) erklärte: „Unser System ist an seinen Grenzen angekommen“ und äußerte sich zu Emotionen, Sicherheitsvorkehrungen und Integrationsproblemen. Bökenkröger bemängelte, dass es von Bund und Land keine Reaktion gegeben habe.
Christian Dürr (Fraktionschef der FDP im Bundestag): „‚Wir müssen in der Migrationspolitik grundsätzlich umsteuern.‘ Er wirft der Vorgängerregierung aus CDU und SPD unter Angela Merkel vor, diese sei lange ‚tatenlos geblieben‘. Die Ampel dagegen habe ‚bereits wichtige Maßnahmen auf den Weg gebracht, um Ordnung und Kontrolle in die Migration zu bringen‘, so Dürr, und kündigt ähnlich wie sein Koalitionskollege Wiese an: ‚Abschiebungen nach Afghanistan und Syrien dürfen kein Tabu mehr sein.‘ Wer nach Deutschland komme und schwere Straftaten begehe, habe ‚jedes Aufenthaltsrecht in Deutschland verwirkt und muss abgeschoben werden.‘“
Jan Redmann, CDU-Vorsitzender in Brandenburg, forderte nach dem Tötungsdelikt, das Strafrecht zu ändern: „Heranwachsende künftig regelhaft ab dem 18. Lebensjahr nach dem Erwachsenenstrafrecht zu belangen und die generelle Strafmündigkeit auf zwölf Jahre herabzusetzen“
Am 3. Juli 2024 befasste sich der Deutsche Bundestag im Rahmen einer von der Unionsfraktion beantragten Aktuellen Stunde mit dem Thema „Gewalttäter aus Parallelgesellschaften – Ursachen und Konsequenzen der Tat von Bad Oeynhausen ehrlich benennen“.
Am 5. Juli 2024 befasste sich der Landtag von NRW im Rahmen einer von der FDP beantragten Aktuellen Stunde mit dem Fall. Ministerpräsident Hendrik Wüst und Innenminister Reul (beide CDU) warnten vor einer Instrumentalisierung der Tat durch rechte Kräfte. Wüst forderte eine „harte, gerechte Strafe“. Diese abscheuliche Tat dürfe nicht relativiert werden. „Es muss besser gelingen, Intensivstraftäter, die keine deutsche Staatsbürgerschaft haben, wo immer es möglich ist, auch abzuschieben.“
Am 10. Juli 2024 war Bökenkröger in der ZDF-Sendung Markus Lanz zu Gast. Bökenkröger zu der Stimmung in seiner Stadt nach der Tat: „Es waren hochemotionale zweieinhalb Wochen jetzt, weil diese Tat, die hat viele Menschen schockiert, fassungslos gemacht. Aber auch die Wut überwiegt auch schon.“ Er widersprach Faeser. „Sie hatte gesagt, der Beschuldigte habe acht Jahre lang in einer Flüchtlingsunterkunft gelebt und von einer ‚nicht gelungenen sozialen Integration‘ gesprochen. Das habe ‚für starke Irritationen gesorgt‘, so der Bürgermeister. Denn: Der Täter habe ‚in einem ganz normalen Familienhaus gelebt‘.“